# プウォフツェの戦い

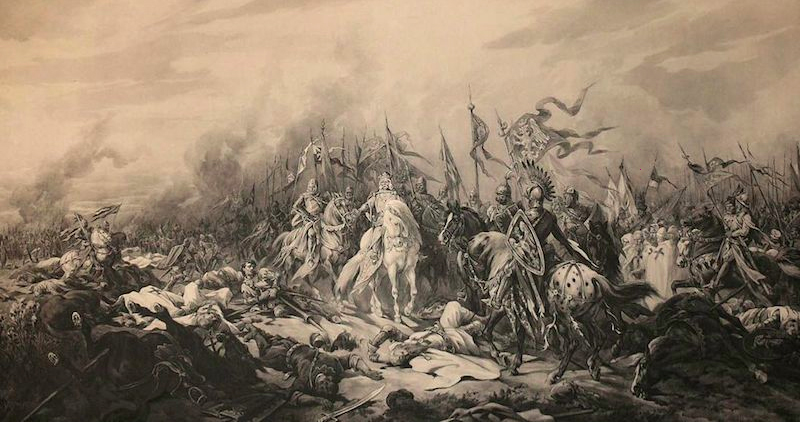
プウォフツェの戦い（ユリウス・コサック作）

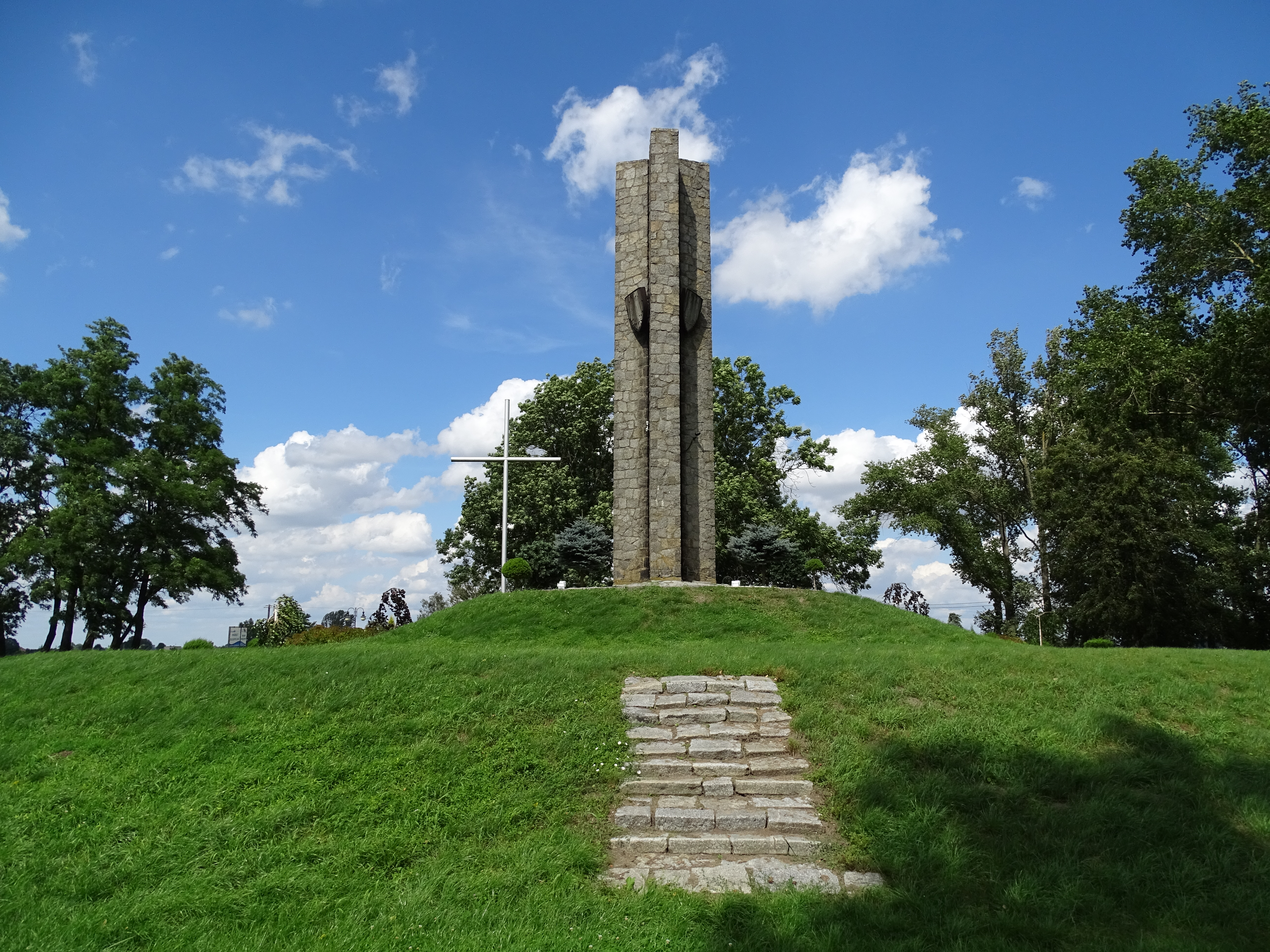
戦いの場所の記念碑

プウォフツェの戦い(ポーランド語: Bitwa pod Płowcami)は、1331年9月27日に、ポーランド中北部のプウォフツェ村野原でポーランド王国とドイツ騎士団との間で行われた戦いである。

## 背景
ドイツ騎士団の目的は、ボヘミア王のヨハン・フォン・ルクセンブルクを支援してシレジアに侵攻することであった。ポーランド王ヴワディスワフ1世ウォキェテクはシレジアの領有権を主張していたが、ヨハンは自分にも同等の権利があると考えた。ヨハンは軍隊を率いて進軍し、シレジアを占領した。
ドイツ騎士団総長のルター・フォン・ブラウンシュヴァイクは、ウォキェテクがこの動きに激怒し、ポーランド軍を総動員してヨハンをシレジアから追い出し、ドイツ騎士団はポーランドの干渉を受けることなく自由にジェマイティヤに侵攻できるようになると考えた。

## 前哨戦
ブラウンシュヴァイクはボヘミア王ヨハンと対ポーランド同盟を結び、ヨハンがシレジアを確保する可能性を高めるため、ブラウンシュヴァイクは自軍とその他あらゆる兵力でボヘミア軍を支援した。ボヘミア人、ドイツ騎士団の騎士、ウォキェテクに対抗しようとする反乱ポーランド貴族、神聖ローマ帝国からの傭兵、イギリス人十字軍からなるかなり大規模な軍隊がポーランドに向けて出発した。1328年に、ドイツ騎士団はドブジンを占領した。シレジアにまだ抵抗勢力が残っていた頃、ヨハンはイタリアに出兵した。シレジア地方の要塞化されたポーランドの城は持ちこたえ、それを攻略することはほとんどできなかった。このため、ブラウンシュヴァイクは、ポーランドが依然として大きな脅威であり、バルト海沿岸地域では自軍が思い通りに行動できないと考えるようになった。ブラウンシュヴァイクはヨハンに連絡を取り、ポーランドへの2度目の侵攻を開始し、前回の侵攻よりも決定的なものにしたいと考えた。
1331年9月21日にカリーシュでボヘミア軍と合流し、ヴィエルコポルスカとクジャウィを攻撃することになっていた。ボヘミア軍の到着が遅れたため、ドイツ騎士団は単独でクジャウィを攻撃することに決め、後にボヘミア軍と合流することになった。9月26日、ドイツ騎士団はラジェジュフを占領し、夜明け前にキャンプを張ってブレスト・クジャウィに向けて進軍を開始した。約7,000人のドイツ騎士団軍はブレストを目指し、全軍の約3分の2を占めるオットー・フォン・ラウテルブルクの指揮下と、ディートリヒ・フォン・アルテンブルクの指揮下で食料を調達する部隊に分かれた。
ウォキェテクは、リトアニアとハンガリーからの兵士とともにポーランド軍を編成するために奔走した。年老いたウォキェテクは、指揮のかなりの部分を息子のカジミェシュ3世に委ねた。ポーランド兵の多くはカジミェシュ3世の指揮能力を信頼しておらず、ウォキェテクがカジミェシュ3世の権威を高める策を講じたものの、大規模な脱走が起こった。カジミェシュ3世はドイツ騎士団のポーランド侵攻にあまり抵抗せず、危うくドイツ騎士団に捕らえられそうになったが、間一髪で近くの森に逃げ込んだ。
ウォキェテクは残りの4,000人のポーランド軍分遣隊を率いてボヘミア軍に向かって南下し、ドイツ騎士団軍の後方に移動し、ディートリッヒ・フォン・アルテンブルクの分遣隊と遭遇し、これを攻撃して撃破した。その後、ディートリッヒの敗北を知ったドイツ騎士団軍の本隊は引き返し、ポーランド軍と決着のつかない戦いを繰り広げた。

## 戦闘

### ポーランド軍がドイツ騎士団のアルテンブルク分遣隊を粉砕
ポーランド軍とドイツ騎士団軍が最初に接触したのは、午前9時頃、ヴワディスワフ短兵の前衛を率いていた大ポーランド軍スタロストの部隊、シャモトゥウィのヴィンチェンティの分遣隊であった。おそらく、両軍の遭遇は偶然であり、シャモトゥウィの部隊ウィンセンティが霧の中でドイツ騎士団の野営地に遭遇したとき、ラジェジュフの町とスタリー・ラジェジュフ村の間で起こったと思われる。突如辺り一帯に立ち込めた霧のため、ドイツ騎士団は戦闘態勢を整えるのに時間を要し（ドイツ騎士団の年代記の記述によれば、騎士たちは互いの声を聞くことはできたが、互いの姿を見ることはできなかった）、5つの部隊に分かれた。ウォキェテク王はポーランド軍に「クラクフ」という戦闘スローガンを与え、攻撃命令を下した。休憩のために戦闘は2度中断された。多くの決闘で構成された戦闘は、ポーランド軍の3度目の決定的な攻撃が行われた正午まで続いた。そのとき、ドイツ騎士団の兄弟イヴァンが、黒い十字架のついた騎士団の大旗を持ったまま落馬した。戦闘の渦の中で、すべての戦闘員の目印であり、命令を下すために使われていた旗が突然消えたことで、騎士団の部隊はパニックに陥った。ドイツ騎士団の隊列は引き裂かれ、アルテンブルクの部隊はほとんど包囲され、大部分が虐殺された。大元帥自身も顔に重傷を負い、捕虜となった。生き残ったドイツ騎士団は降伏を始めた。大司令官オットー・フォン・ボンスドルフ、エルブロング司令官ヘルマン・フォン・エッティンゲン、グダニスク司令官アルバート・フォン・オールなど、騎士団の高官たち56名が死亡した。略奪品の荷車と騎士団の大旗も捕獲された。
アルテンブルクの分遣隊は完全に粉砕されたが、ウォキェテクはブレスト・クジャフに向かうドイツ騎士団軍本隊の追跡を開始することにした。午後2時頃、逃げ惑う後方部隊の残党が助けを求めた後、ブレスト側からドイツ騎士団軍本隊が到着し、ラジェジュフ方面に引き返した。ウォキェテク軍との遭遇戦はプウォフチェ村付近で行われた。午後の戦いは混沌としており、両軍の運勢はさまざまであった。当初、ポーランド軍が優勢であったため、一部のドイツ騎士団軍は逃走し、ロイス・フォン・プラウエン（Komtur Reuss von Plauen）に追い返された。ポーランド軍は、ハインリヒ・ロイス・フォン・プラウエンとゴルブのコムトゥールであるエリガー・フォン・ホーエンシュタインを戦闘の第二段階で捕虜にすることに成功した。トルンのコムトゥールであったハインリヒ・ルーベも陥落した。夕暮れ前、チュートニック・フォン・プラウエンの前衛部隊が戦場に到着し始め、これを見たドゥルゴシュによれば、王は一人息子のカジミェシュ3世を戦場から引き揚げたという。ポーランド軍はさらに40人の騎士の兄弟たち、その他多くの重要な騎士たち、そしてさらに多くのドイツ騎士団の武装した男たちを捕虜にした。しかし、ドイツ騎士団はディートリッヒ・フォン・アルテンブルクや騎士団の大きな旗を含む捕虜のほとんどを奪還することに成功したため、ウォキェテク王は暗くなるのを見計らって戦場からの撤退を命じた。戦闘後、ドイツ騎士団は最も貴重なポーランド人捕虜のうち56人を生かし、残りを殺害した。マールブルクの年代記執筆者ヴィーガンドの記述によれば、グワニツァ出身のマチェイ司教は戦いの後、埋葬する前に死者を数えるよう命じた。双方の戦闘員4,187人が死亡し、そのほとんどがドイツ騎士団員であったことが判明した。しかし、同時代の著者によれば、この数は大幅に誇張されているようである。

## 戦いの結果とその後
ポーランド軍の攻撃を撃退し、戦術的に勝利したにもかかわらず、チェルムノ司令官オットー・フォン・ローテンベルクは、ブレシッチ・クジャフスキへの進軍を中止し、闇に紛れて自軍の戦死者を葬ることなく直ちにトルンへ撤退することを決定した。ドイツ騎士団軍の撤退は、同時にポーランド全土における作戦の中断を意味し、ドイツ騎士団によるクヤヴィ公国の占領を1年遅らせたため、この戦いはヴワディスワフ・ウォキェテクの部分的な戦略的成功として評価されるべきである。
また、この戦いにより、ドイツ騎士団はボヘミア王ヨハン率いるボヘミア軍と合流することができなかったが、合流すれば統一されたばかりのポーランド王国の崩壊につながる可能性があった。
両陣営は戦闘後、その成功を宣伝に利用しようとした。この戦いはポーランド軍の士気を大いに高め、14世紀のポーランド社会に大きな印象を与えた。ポーランド軍の勝利の確信は、ヴワディスワフ・ウォキェテクがこの戦いで捕虜となったヘンリク・ロイス・フォン・プラウエン司令官と他の40人の捕虜とともにクラクフに入城する儀式によって強調された。この戦いがポーランドの成功であったことは、1335年にアヴィニョンのローマ教皇庁でテウトン派の総監に宛てた報告書によっても証明されている。
しかし、この戦いはポーランド軍が勝利したがドイツ騎士団の戦力が尽きたわけではなく、翌年にドイツ騎士団はクヤヴィ公国を占領したため、ポーランドはドイツ騎士団の占領地を領土とすることを認める休戦協約を認めざるを得なかった。

## 戦いの記憶

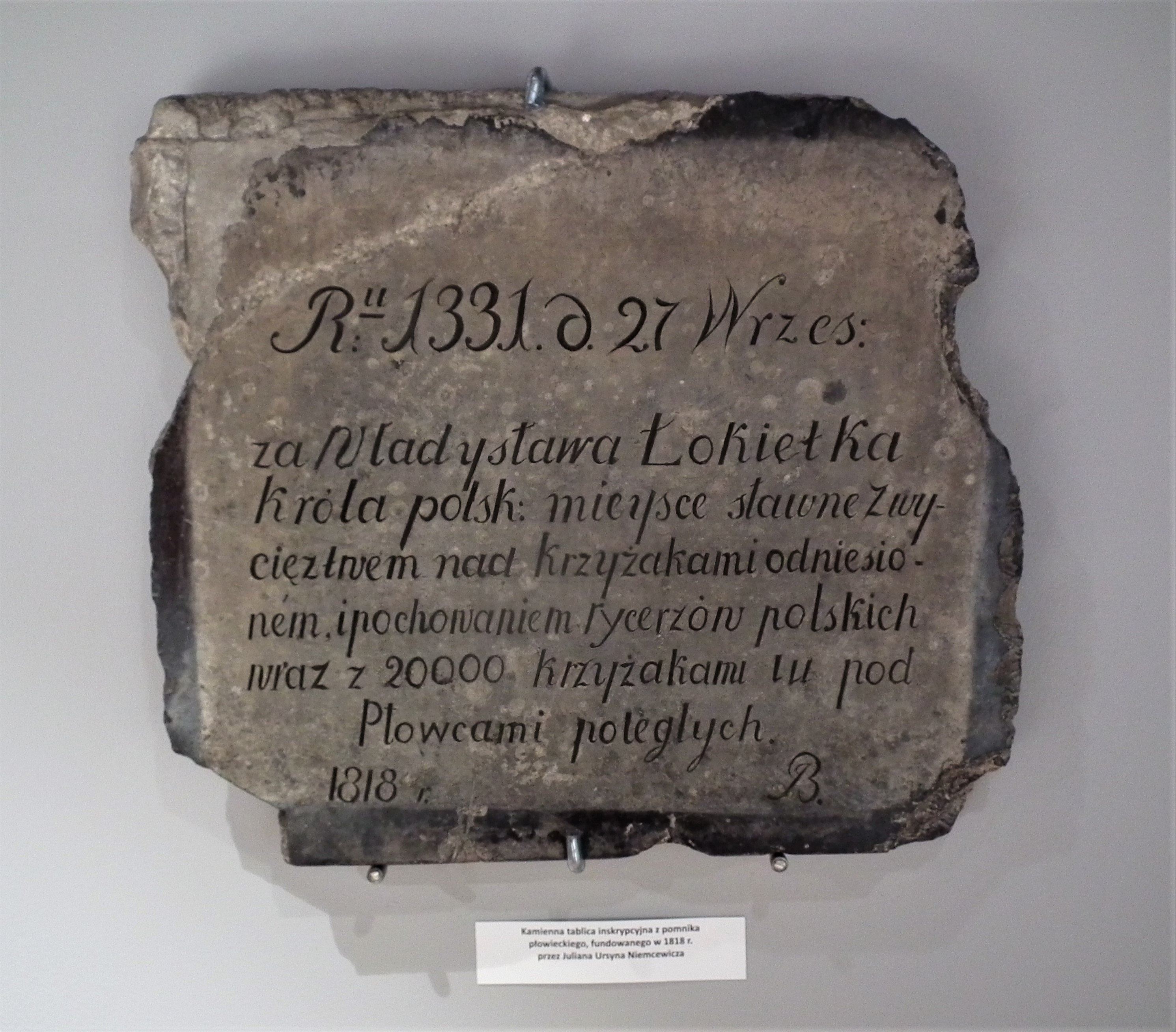
1818年、ユリアン・ウルシン・ニェムチェヴィッチによって創設されたプウォックの戦いの記念プレート（ヴウォツワヴェク歴史博物館）

- ヴウォツワヴェクの司教であったグワニツァ出身のマチェイ司教は、14世紀に戦場に礼拝堂を建立した。
- この戦いは19世紀にポーランドで記憶され始めた。1817年に戦場を訪れたユリアン・ウルシン・ニェムチェヴィッチは、この戦いについて『歴史的な歌』（Śpiewy historycznych）に記している。彼の命により、戦場にある石碑にも記念碑文が刻まれた。
- 1881年、ヨゼフ・イグナシー・クラシェフスキは、ヤン・ドウゴシュの記述を基に、この戦いを題材にした小説『ジェリータ』を出版した。
- 1927年、この戦いの600年祭を準備するための委員会が結成され、南クヤヴィア協会の努力により、1933年までにプウォフツェに高さ20メートルの塚が建てられた。1941年から1944年にかけて、この塚はドイツ軍によって破壊され、19世紀に建てられたネムツェヴィチの楯の記念碑も破壊された（楯自体は破壊を免れた）。
- 1961年、戦いの跡地に新しい小さな記念碑が建てられた。
- プラウツェでのポーランド騎士団の戦いは、1990年以降、ワルシャワの無名兵士の墓に記念碑が建てられ、その碑文の一つには「PŁOWCE 27 IX 1331」と刻まれている。
- 2019年、マルシン・スロカ監督によるプウォフツェの戦いに関するドキュメンタリー映画が製作された[4]。
- 2021年。探検考古学協会がプウォフツェの戦いの跡地の探索を開始。1年後、SPA "GAL "の考古学者ロベルト・ヴィロストキエヴィチが、ヤラントヴィツェ村の国道62号線付近（プウォフツェのプウォフツェの戦いの記念碑から3.5km）で中世初の矢じりを発見したと発表した[5]。同年、ウォキェテク歴史探検協会の探検家たちは、プウォフツェの戦い（同じく62号線沿い）で、プウォフツェの戦いと年代的に一致する矢じりや弩を発見した。
- 2023年、ラトコヴォ（プウォヴィエツ市中心部から1.5キロ）で開催されたウォキェテク歴史探検協会主催のクヤヴィア最大の発掘大会において、剣の頭、拍車、矢じり数点が発見された。